# Krzysztof Szafrański
Krzysztof Szafrański (né le 21 novembre 1972 à Prudnik) est un ancien coureur cycliste polonais. Professionnel de 2000 à 2004, il a notamment été champion de Pologne du contre-la-montre et lauréat du Szlakiem Grodów Piastowskich en 2002.

## Palmarès
- 2001
  - 3e du championnat de Pologne du contre-la-montre
- 2002
  - Szlakiem Grodów Piastowskich
  -  Champion de Pologne du contre-la-montre